# The Joe Rogan Experience
The Joe Rogan Experience é um podcast gratuito apresentado pelo comediante e apresentador de televisão americano Joe Rogan. Foi lançado em 24 de dezembro de 2009, por Rogan e o comediante Brian Redban, que foi produtor e co-apresentador, lugar que, em 2013, foi ocupado por Jamie Vernon. Por 2015, The Joe Rogan Experience já era um dos podcasts mais populares do mundo, recebendo milhões de visualizações por episódio, com uma grande variedade de convidados. Desde 1º de dezembro de 2020, todos os episódios do podcast foram licenciados exclusivamente para o Spotify.